# Pflugsbühl

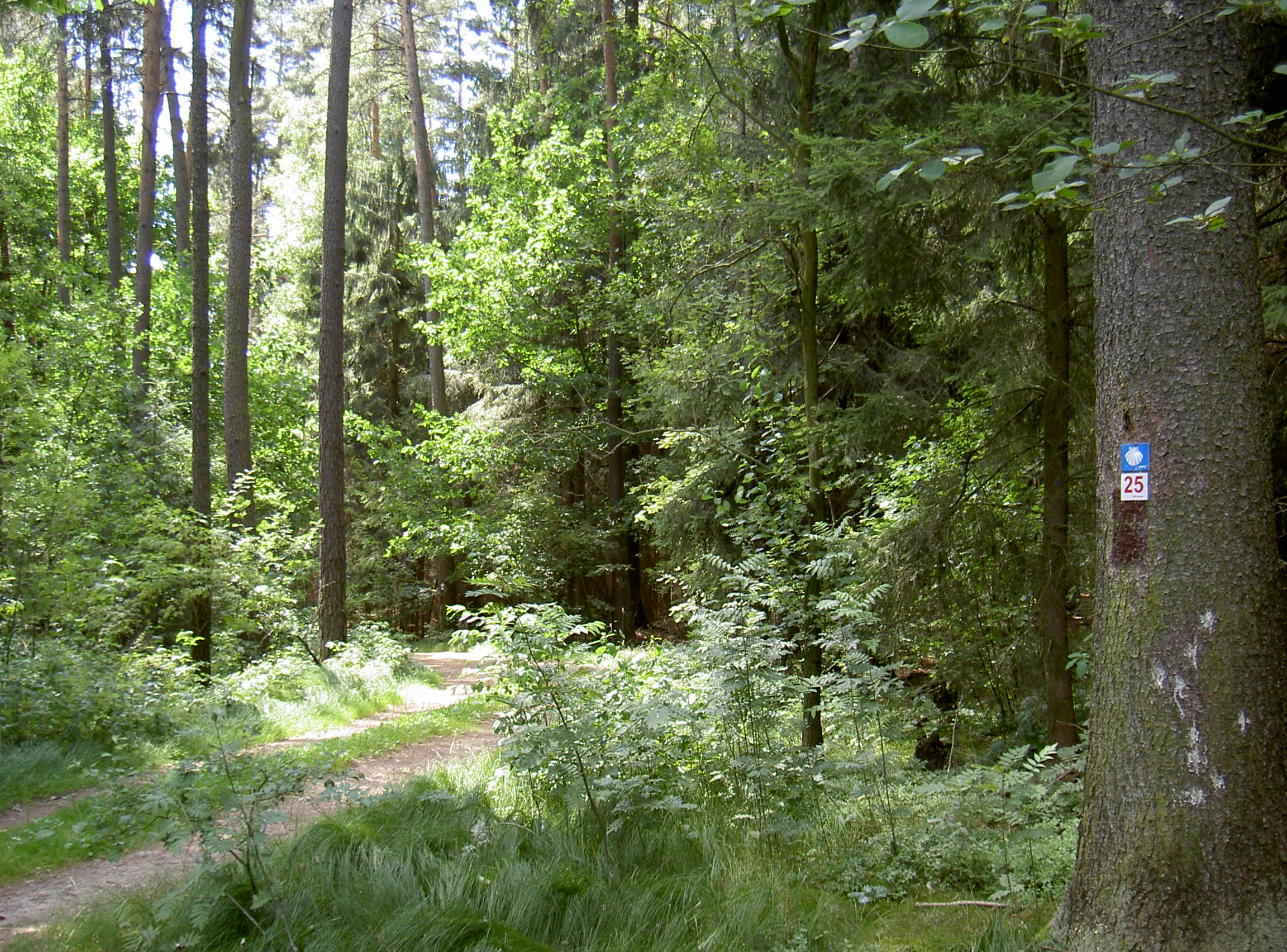
Pflugsbühl Jakobsweg

Pflugsbühl ist ein Ortsteil des Marktes Eslarn im oberpfälzischen Landkreis Neustadt an der Waldnaab.

## Geographische Lage
Die Einöde Pflugsbühl liegt etwa eineinhalb Kilometer südöstlich von Eslarn.
Die Nachbarorte von Pflugsbühl sind im Nordosten Eslarn, im Südwesten Paßenrieth und im Westen Roßtränk.

## Geschichte
Zum Stichtag 23. März 1913 (Osterfest) wurde Pflugsbühl als Teil der Pfarrei Eslarn mit zwei Häusern und acht Einwohnern aufgeführt.
Am 31. Dezember 1990 hatte Pflugsbühl zwei Einwohner und gehörte zur Pfarrei Eslarn.

## Kultur und Sehenswürdigkeiten
Pflugsbühl liegt am Atzmannsee, wo man zelten, schwimmen und Minigolf spielen kann.
Es gibt dort einen Kiosk, der Getränke, Eis und warme Würstchen verkauft.
Vom in nordöstlicher Richtung 1 km entfernten Atzmannsee kommt der
Fränkische Jakobsweg über die Felder, der mit
einer weißen Muschel auf hellblauem Grund markiert ist.
Bei Pflugsbühl tritt er in den Wald ein.
Nächste Ortschaft am Fränkischen Jakobsweg ist
Lohhof, 6,5 km südwestlich von Eslarn.